# Compiler
『Compiler』（コンパイラ）は、麻宮騎亜による日本の漫画。『月刊アフタヌーン』（講談社）に連載されていた。続編に、『アセンブラ0X』（アセンブラゼロエックス）と、読切の『Compiler FINAL（検討中）』があるほか、『ヤングキングアワーズ（少年画報社）にて『元祖コンパイラ』が2021年11月号から連載中。
様々な漫画・アニメ・特撮のパロディを多用したコメディSF。キャラクターや技の名前など、全編を通じて電気・通信（主にコンピュータ）関連の用語が用いられている。
巻末には50音順で用語解説が掲載され、元ネタについて触れられている（『アセンブラ0X』には解説はない）。
『サイレントメビウス』などの麻宮騎亜の他の作品とのリンクが見られる。『メビウスクライン』では『Compiler』のキャラクターが登場するほか、『アセンブラ0X』にも『メビウスクライン』にまつわる話がある。また、『カラプリ』や『姫神ガジェット』も同一世界という設定で、『Compiler』のキャラクターが登場する。

## あらすじ

### Compiler
西暦1997年、練馬区に住む五十嵐那智と五十嵐淑ら兄弟の前に、2人の女性が全裸で降ってくる。それぞれコンパイラとアセンブラと名乗る彼女たちは異世界「電次元」から来た「ルーチン」という存在で、その使命は電次元のルールに則って「ゲーム」を行い、互いに競って勝者が地球を征服するということだった。人間を凌駕する能力を秘めた2人は、五十嵐兄弟をゲームの観客兼ゲーム完遂後のパートナーとして選ぶが、ルールにはパートナーに危害がおよんではならないことが含まれていたため、淑を巻き込んで傷つけてしまった2人はルールを侵したことになってしまう。コンパイラはゲームと無関係に地球征服を遂行してルール違反をチャラにしようと目論むが、ルーチンは水に弱いという致命的な弱点を抱えた存在でもあったため、雨が降ってきたことで地球征服は失敗に終わる。
以降、コンパイラとアセンブラは特に目的もなく五十嵐家に居候し、襲ってくる電次元の刺客をあしらいながら適当に暮らすドタバタの日々を送ることになる。

### アセンブラ0X
『Compiler』の続編。アセンブラの人間化とアイドルデビューを軸に物語が描かれる。

## 登場人物

### 五十嵐家
コンパイラ
声 - 松井菜桜子
Compilerの名目上の主人公。破壊の能力を持つルーチンで、電魔ルーチンの呼び名をもつ。
外見は20歳前後の美女。ウェーブが掛かった黒髪を腰丈まで伸ばしている。
刹那的な楽しみを追求するタイプで、自分が楽しそうだと感じたことには揉め事だろうと何だろうと首を突っ込みたがる。
破壊を司ることもあって戦闘能力は高く、ゲームではアセンブラを終始押していた。ゲームが無効になって以降はアセンブラが淑に首ったけなこともあり、電次元からの刺客との戦闘を一手に引き受けている。
アセンブラ
声 - 水谷優子
創造の能力を持つルーチンで、電神ルーチンの呼び名をもつ。
外見は10代後半の少女で、銀色のセミロングの髪を肩甲骨あたりまで伸ばしている。
コンパイラとは逆に創造を司っており、破壊された物体を再生する能力に長けているが、戦闘は不得手。
ゲーム中に淑を怪我させてしまったことをきっかけに淑を異性として意識し始め、ゲームが無効になってパートナーの意味がなくなった後も淑に好意を抱いている。人間社会ではアセンブラ・コードと名乗り、淑の通う高校に帰国子女として転入。電次元からの刺客そっちのけで、恵と淑をめぐる恋のさや当てを繰り広げる。
アセンブラ0Xでは名目上の主人公。人間に生まれ変わるが、プラズマの策略によって、天堂寺恵とともに「Drink」としてアイドルデビューする羽目に。水谷と林原は実際にイメージCD『ASSEMBLER 0X COOL AND SPARKLING ～清涼と炭酸～』内でDrink名義の曲を歌っている。
五十嵐淑（いがらし とし）
声 - 佐々木望
五十嵐家の次男で高校生。ゲームの観客兼アセンブラのパートナーとして選ばれた。五十嵐家の中では至極真っ当な感覚の持ち主。当初は女性に対する免疫が全くなく、全裸で現れたインタプリタを見て卒倒するほどだった。アセンブラ・恵の両方から想いを寄せられているが、優柔不断な性格が災いしてはっきりと決めかねている。けれど、言う時には言える勇気は持っており、離婚して出て行った母親のことは最後まで離婚に反対したほど慕っていた（母親の離婚の意志が固すぎたため、最終的に引き下がった）。その母親がアセンブラをそそのかして自分を連れ帰ろうとした企みには平手打ちをしてまで諫め、泣きながら本心を吐露している。
五十嵐那智（いがらし なち）
声 - 山寺宏一
淑の兄。ゲームの観客兼コンパイラのパートナーとして選ばれた。ゲーム会社に勤めている。破滅的で常識外れの感覚を持っており、コンパイラとはウマが合う。ただ、その性格ゆえに弟のみならず会社での信用は低いらしく、納期の迫った仕事を真剣にこなしている様を女性の同僚に見られるや否や「みんな大変よー！　なっちゃん（＝会社での那智のあだ名）が仕事してるわー！」と叫ばれてしまう始末。愛車はジャガー・XJR-15。

### 電次元
インタプリタ
声 - 川村万梨阿
中和の能力を持つルーチン。コンパイラとアセンブラが行うゲームの監視役として評議会から派遣された。コンパイラたちのボケに対して律儀に全てツッコミを返すノリの良い性格。ルーチンの特殊能力を封じることができる。ゲームが無効になって以降もコンパイラたちと接触を続けたために、自らも評議会から狙われる立場となり、改造されてしまう。
バイアス
声 - 堀内賢雄
ディレクトリと共に電次元から来た刺客。一度はコンパイラに敗北するが、宇宙に飛ばされた際に太陽の力を取り込んでバイアスHG（ハイグレード。雑誌掲載時はBLACK）にパワーアップする。
ドラマCDにてバイアスDX（デラックス）にもパワーアップ。OVAでは新たな力を授けると言う能書きにより妙齢な美女にされてコンパイラ達の前に現れる。
ディレクトリ
声 - 古田信幸
バイアスと共に電次元から来た刺客。バイアス同様、コンパイラに敗れて宇宙に飛ばされた際に太陽の力を取り込んでディレクトリEX（エクストラ。雑誌掲載時はRX。バイアスと合わせて元ネタは仮面ライダーBLACK RX）にパワーアップする。
ドラマCDにてディレクトリSP（スーパー）にもパワーアップ。OVAではディレクトリと共に妙齢な美女にされてコンパイラ達の前に現れる。
フォトン
コンパイラが所有する光の魔神。
フォノン
コンパイラが所有する音の魔神。
デバッグ
声 - 松本保典
電次元から来た刺客。ギャグによって爆発を引き起こす能力を持つルーチン。
白コンパイラ
声 - 玉川紗己子
電次元からの刺客として現れた、髪が白いこと以外は外見がコンパイラとうりふたつの容姿を持った女性。実は本物のコンパイラ。当初、電次元から現れたコンパイラ（黒コンパイラ）はサンプルとして作られたレプリカで、白コンパイラは黒コンパイラに陥れられて立場を奪われていた。
本物の座を賭けた対決の末に黒コンパイラと融合してしまい、二心同体になる。
OVA Compiler Festaでは評議会の作ったコンパイラの新型。自己申告では、4倍に性能アップ、コームも新型でデータ容量は12倍、マウスを使う必要もなく、処理速度は14倍(当社比)、バストも5cm大きい。時空振動弾が埋め込まれており、死亡すると爆発して地球を破壊する。黒コンパイラとの戦闘で規格の違う旧型コームを差し込まれ動作不良で敗北。時空振動弾の爆発を防ぐため、黒コンパイラと融合された。

### その他
天堂寺恵（てんどうじ めぐみ）
声 - 林原めぐみ
自称・淑のガールフレンド。天堂寺財閥のお嬢様で、アセンブラの恋のライバル。
アセンブラ0Xではアセンブラに対抗した結果、アセンブラとユニットを組んでアイドルデビューするが、テレビ番組での企画の際にビキニのブラをはがされ、胸を露にされて泣いたのがきっかけでアイドルを即座に引退（同時に激怒した兄たちが破壊活動を行った。テレビ局は企画を台無しにされたが、天堂寺家が金と権力で黙らせた）。
どんな些細な事であっても家の財力と兄達に頼ることしかしない救いがたい悪癖があり、それゆえに自力で物事を解決しようとはまずもって考えない、典型的他力本願なお嬢様。
パーカー
執事。本名は羽画（はが）なのだが、まともに呼ばれないので「私はパーカーではありません」と度々ツッコミをする羽目になる。
モチーフはサンダーバードのアロイシャス・パーカー。
五十嵐土鬼（いがらし どき）
声 - 若本規夫
淑と那智の父親。貿易商を営んでいる関係で家を空けていることが多い。豪快で破滅的な性格をしており、偏見と興味本位で取り返しのつかないことをしては、騒ぎの種になる。那智は父親の性格を色濃く引き継いでいる。
鬼門院礼子（きもんいん れいこ）
淑と那智の母親。トラブルばかり起こす土鬼に愛想を尽かして離婚し、家を出て姓を戻している。土鬼の血が色濃い那智を毛嫌いしているが、実際は「似た者夫婦」であり、嫌っている理由は「同属嫌悪」に近い。
自分に最も近い淑だけでも自分の手元に置こうと画策。アセンブラの恋心に付け込んで彼女を懐柔・利用した強硬手段が仇となり、淑の本気の怒りを買ってしまう。だが、最後まで離婚に反対していた彼の本心と、自分をいまだに慕い続けていた優しさを知って和解する。
佐々木（ささき）
鬼瓦組の暴力団員。いつもアロハシャツを着ている。当時の別連載作サイレントメビウスの担当編集者がモチーフ。
国足天願（こくそく てんがん）
声 - 屋良有作
81歳の謎の老人。コンパイラたちを陰から意味ありげに見つめるが、ただそれだけの人物。
阿部
淑のクラスメイト。
タイガー一文字（タイガーいちもんじ）
ホンダNSXを駆る外国人の走り屋。
明貴実果（あきたか みか）
那智の同僚。明貴美加がモチーフ。
狭井王子（せまい おうじ）
那智が勤めるゲーム会社、有限会社レッドパラダイスの社長。レッドカンパニーの広井王子がモチーフ。
さんご礁
コンパイラの力によって動けるようになった南の島のさんご礁。
メガダイン
五十嵐土鬼の姿に似せて作られたロボット。

### アセンブラ0Xから登場するキャラ
プラズマ
声 - 本多知恵子
電次元のプリンセス。電気を発生させてルーチンの機能をマヒさせる能力を持っている。
本当は子供だが、変身に見せかけて大人型の着ぐるみを着脱している。そのため大人の姿では水が平気。また、地面を引きずるほどに長い髪がアースの役目をしているため、本来の姿でも水に少しだけ耐えられる（水たまり以上の環境は流石に無理）。
電次元からの刺客だったが、淑に惚れ込み、彼を夫にすべく五十嵐家に居候するようになる。その最大の障害となるアセンブラを敵視し、淑から引き離そうとアセンブラをアイドルにする「ATATWプロジェクト」を実行。アセンブラの名前を使って勝手にオーディションを受け、彼女をアイドルにさせることで一応は成功するが、その後の明確な展開が描かれないまま連載が終了してしまった。
神原義人
アイドル誕生番組のプロデューサー。
倉橋
アセンブラと天堂寺恵のアイドルユニット「Drink」のマネージャー。
P-ENIX （フェニックス）
5人組のアイドルグループ。
天鳳院ちあき
子供のころより、天堂寺恵をライバル視している。
天堂寺恵の父と兄達と博士
サンダーバードのトレーシー一家とブレインズ博士がモチーフ。なお、精巧かつ緻密にパロディし過ぎた結果、権利問題に抵触してしまい、彼等が登場するエピソードは単行本未収録となってしまっている。
兄達は恵の応援・救援要請には一も二もなく応じる。だが、その実態は全員が全員、悲鳴を聞こうものなら「恵をいじめる奴は誰だー！」と周囲を徹底的に破壊するほど過激な、シスコンの枠も超えたレベルのとんでもない兄バカ。
葉月巫由伽 （はづき ふゆか）
テレビ関東のアナウンサー。
作者の別作品「サイレントメビウス」からのゲスト出演。同作主人公、香津美・リキュールの母親。
ギゲルフ・リキュール
作者の別作品「サイレントメビウス」からのゲスト出演。同作主人公、香津美・リキュールの父親。
ネリマクイーン
声 - 三石琴乃
東京23区の戦士「東京仮面」のひとり。練馬区を守る。
普段はOLをしている。
ミナトクイーン
東京23区の戦士「東京仮面」のひとり。港区を守る。
イタバシクイーン
東京23区の戦士「東京仮面」のひとり。板橋区を守る。
巨大ロボット東京大仏を操ることができる。
チヨダクイーン
東京23区の戦士「東京仮面」のひとり。千代田区を守る。
東京都庁舎移転によりリーダーの座を失い、造反を企む。
シンジュククイーン
東京23区の戦士「東京仮面」のリーダー。新宿区を守る。
新宿の目によって真実を自白させる「シンジュク・アイ」を使う。

### 漫画以外での登場キャラ
アップロード
声 - 吉田理保子
OVA「陽の章」に登場。実はバイアスをベースに改造されたルーチンである。
ダウンロード
声 - 麻上洋子
OVA「陽の章」に登場。同じく改造ルーチンで、こちらはディレクトリがベース。
大阪を舞台とした「陽の章」に登場するアップロードとダウンロードの声がこのコンビなのはラジオ大阪で放送されていたアニラジ「アニメトピア」へのオマージュである。
リカちゃん（PC-9801LC）
声 - かないみか

## 用語
ルーチン
電次元からやってきた生命体。地球では人間と全く変わらない姿をしているが、コームと呼ばれる媒体を使用することで、人間の常識を超えたさまざまな特殊能力を操ることができる。その力はコンパイラひとりでアメリカとソ連の合同軍を一蹴するほどのものだが、水に弱いという致命的な弱点を抱えている。
コーム
ルーチンが使用する媒体の一種。櫛のような形をしている。ルーチンは首筋にコームを挿入するためのスロットをいくつか持っており、ここにコームを挿入することによって数々の特殊能力を使用する。
デバイス
ルーチンが使用する媒体の一種。コームとは異なる形をしており、挿入するスロットも別になっている。アセンブラは淑との仲を親密にするために性格設定デバイスを使用し、自らの性格を「素直で優しい少女」に設定した。
ゲーム
コンパイラとアセンブラの当初の目的。最終的な目的は相手に先んじて地球を征服することであり、勝者はパートナー（コンパイラなら那智、アセンブラなら淑）と結ばれてパートナーの子を身籠ることになっている。ただしパートナーに危害がおよんだ場合はゲームは無効となり、評議会から消去（デリート）の対象と見なされてしまう。
評議会
電次元を統治する組織。地球征服のためにコンパイラとアセンブラをゲームに派遣した。ゲームが無効となって以降はコンパイラたちを消去するために次々と刺客を送り込む。

## 関連作品
- 漫画
  - コンパイラ 全3巻
  - アセンブラ0X 全4巻
  - コンパイラ Final（検討中） (『麻宮騎亜短編集 ヘキサアライブ』収録)
- ドラマCD
  - コミックスイメージ「COMPILER」
  - コミックスイメージ「ASSEMBLER」
  - コミックスイメージ「INTERPRITER」
  - 熱血電波倶楽部「電脳天使COMPILER FX」PLASMA
  - 熱血電波倶楽部「電脳天使COMPILER FX」COMPILER-WHITE
  - 電脳少女歌劇団　Compiler・サイレントメビウス・聖獣伝承DARK ANGELの麻宮騎亜3作品キャラクターがアイドルオーディションを勝ち抜く設定のギャグドラマ。

## OVA
- COMPILER「陰の章」（1994年3月5日発売）
- COMPILER「陽の章」（1994年10月5日発売）
- COMPILER FESTA（1995年12月21日発売）

### スタッフ
- 原作 - 麻宮騎亜
- 監督 - 村山靖（陰の章）、加戸誉夫（陽の章）
- 脚本・絵コンテ - 村山靖（陰の章）、加戸誉夫（陽の章）、菊池通隆（FESTA）
- キャラクターデザイン - もりやまゆうじ（陰の章、陽の章）、大島康弘（FESTA）
- 演出 - 村山靖（FESTA）
- 作画監督 - 大島康弘（陰の章、FESTA）、吉田徹（陽の章）
- 美術監督 - 中座洋次
- 色彩設定 - 三笠修（陰の章、陽の章）、永井留美子（FESTA）
- 撮影監督 - 沖野雅英
- 音楽 - 大森俊之
- 音響監督 - 渡辺淳
- プロデューサー - 水尾芳正、古沢譲二（陰の章、陽の章）、島名光二（FESTA）、沢登昌樹、池口和彦（陰の章、陽の章）
- 制作協力 - スタジオファンタジア（陰の章、陽の章）
- 制作 - アニメイトフィルム（陰の章、陽の章）、スタジオファンタジア（FESTA）
- 製作著作 - 講談社、KING RECORDS、ムービック

### 主題歌
オープニングテーマ「I WAS BORN TO FALL IN LOVE」
作詞 - 有森聡美 / 作曲・編曲・演奏 - 中崎英也 / 歌 - 奥井雅美
エンディングテーマ「FULL UP MIND」
作詞 - 有森聡美 / 作曲・編曲・演奏 - 中崎英也 / 歌 - 奥井雅美